# 迫田穆成
迫田 穆成（さこだ よしあき、1939年7月3日 - 2023年12月1日）は、日本の高校野球指導者（監督）。

## 来歴・人物
広島県広島市己斐（現西区己斐）出身。実家は山陽本線西広島駅前で洋服店を経営。1学年下の三原新二郎の実家（美容院）も近所で幼なじみ、同じ少年野球チームに所属した。西広島駅近辺には、石田武や上田利治が広島在住時に居住していた。己斐小学校～庚午中学校を経て、広島商業高校に進学。
1956年、広島商業2年時に山本一義（元広島）、エース上土井勝利（元広島、のち球団本部長）らを擁し第38回全国高等学校野球選手権大会に出場したが、済々黌高に初戦で敗退。しかしながら翌1957年第39回全国高等学校野球選手権大会では主将として決勝で法政二高を破り、ダークホースにも挙げられなかったチームを全国制覇に導いた。主将とはいえ、迫田は準レギュラーで三塁ベースコーチも兼任した。この時、接戦の試合で得点機に肩を回し過ぎ、肝心のときに腕が回らず、走者がストップと勘違いし本塁突入できず試合に負けた。どんなに厳しい練習をしても甲子園という大舞台では重圧で思うような力が出せないと知る。これは、のち指導者となってから戦術の基礎となった。
卒業後、大阪へ出向き洋服業の後継者として3年見習い修業し帰郷。その後、社会人野球や高野連の公認審判として活躍。1966年、畠山圭司監督（のち部長）に研究熱心さを買われて広島商業部長就任。同校OBらに広商伝統の精神野球を注入され1967年秋に監督就任。尚広島商業の監督は昔も今も無報酬である。1969年、日高晶彦（元東映）を擁し第41回春センバツベスト8。「高校野球では選手が成長途上の為、スキがあるし異常なプレッシャーがかかる。ならば勝ちパターンを作るより、相手に重圧をかけ負けパターンに追い込む方が勝機は拡がる」と広商伝統の緻密な野球に新しい創造する野球を探求した。
1973年、佃正樹、達川光男、金光興二、楠原基、川本幸生ら潜在能力の高い選手が揃ったこの年、それは結実された。前年からその名を轟かす作新学院の怪物・江川卓攻略を早くから準備。今と違って生の映像を見ることが出来ないのは辛かった。行き着いたのは「江川を打てなくても作新を倒す」という戦法だった。迎えた第45回春センバツ。開幕カードの作新学院×北陽戦を選手にバックネット裏から見せた。開会式の高揚感に溢れたタイミングに、うなりを上げる江川の剛球。ナインは度肝を抜かれたが、「絶対に対戦したい」と闘志に火を付けた。迎えた準決勝、新チーム結成以来139イニング連続無失点を続け三振の山を築く江川と対戦。待球戦術で江川を数少ないチャンスでバント、盗塁と相手守備陣を揺さぶり、11三振を奪われたものの僅か2安打で作新学院を下した（詳細は後述）。しかし決勝は渡辺元（現・元智）監督率いるセンバツ初出場の横浜高校に延長で敗れ、準優勝に終わった。同年木製バット最後となった第55回夏選手権決勝では、植松精一らを擁した静岡高校を、9回サヨナラ満塁スリーバントスクイズで降し全国制覇を達成した。「バントのチャンスは1回しかない。1本で決めてこそ、攻め方の幅も広がり攻撃も流れていく」が持論で、この大会で試みたバントは全て2ストライクから。ひとつでもバントを失敗したら、或はエラーしたら負け、というようなプレッシャーのかかる場面を常に想定してバントや守備の反復練習を徹底させた。
迫田は広島商業の4回目と5回目の優勝を選手・監督の両方で達成する。これは、他にも真田重蔵（海草中学選手・明星監督）、森下知幸（浜松商選手・常葉菊川監督）、石井好博（習志野選手・監督）、岡本道雄（高知選手・監督）、西村進一（平安中学選手・平安監督）、永田裕治（報徳学園選手・監督）、比嘉公也（沖縄尚学選手・監督）ら、10数人しかいない偉業である。また、迫田が監督として優勝した時の二塁手だった川本幸生も後に監督として広島商業を優勝へ導き、同じくこの偉業を達成している。
翌1974年、第56回夏選手権から金属バットが導入された。迫田は緻密な野球にパワー野球をプラスしようと試みたが、この年夏の広島大会予選で強攻策に打って出て失敗する。しかし翌1975年第57回夏選手権、谷真一（吉田義男の甥）や佃正樹と同タイプのサウスポー・山村力人、田井弘志の2枚投手を擁し広島大会を圧勝すると、甲子園でも快進撃を見せる。優勝候補筆頭だった原貢監督・原辰徳らの東海大相模が上尾高校に敗れるなど他の優勝候補が相次ぎ敗れたため、迫田自身3度目の大旗が見えたが石井好博監督率いる習志野高校のエース・小川淳司投手の剛球に捻られ、準決勝で敗退した。広島商業はそれまで準決勝まで進出すれば、全て優勝していたこともあってから迫田も責任を取り辞任した。なおこの年、コーチに就任していた桑原秀範が迫田の後任の監督に就任した。
この後、桑原監督下でも広島商業は緻密な野球とパワー野球の融合を目指したが、この7年後の1982年、第64回夏選手権決勝で蔦文也監督率いる池田高校のパワー野球に粉砕され、高校野球新時代の引き立て役に回ることとなった。しかし、さらに6年後の1988年第70回夏選手権では前述した川本幸生が監督として同校を率い、川崎憲次郎らを擁する津久見、前田幸長・山之内健一を擁する福岡第一等を破って夏6回目の全国制覇に導いている。このとき、当時の大会記録となる26犠打を記録している。
迫田は実家の洋服屋を畳んだ後、菓子店を経営した。1988年には五大化学クラブの監督として全日本クラブ野球選手権大会で優勝。以後も総監督として広商を指導し、又ABCラジオの高校野球解説や頼まれて他県の高校のコーチ等も務めた。1993年2月、翌年の如水館高等学校開校を控えて前身の三原工業野球部監督に就任。同校を広島県東部で随一の強豪校に成長させ5回の甲子園出場に導く。2005年には第6回アジアAAA野球選手権で全日本高校選抜チームの監督としても采配を振る。当時は甲子園で上位進出がないため指導法を見直すべく2006年秋から2007年春まで一時チームを離れ、駒大苫小牧高等の強豪校の見学等を行っている。
他の教え子に二宮至、古賀正（武相高校元監督）、田代秀康（広島商業監督）、柳瀬明宏、田中大輔らがいる。
2018年10月19日に翌年3月末をもって如水館高校の監督を退任する意向であることが発表された。
2019年6月16日に広島県立竹原高校の監督になることが発表され、7月19日に監督へ就任した。
2023年12月1日午前6時13分、すい臓がんのため三原市内の病院で死去。84歳没。弟の迫田守昭によると、同年11月から体調を崩しており、同30日に入院したが、翌日の12月1日午前6時ごろに亡くなったという。

## 逸話
- 勝ちパターンを作るより、相手に重圧をかけ負けパターンに追い込む、という迫田の考え方は鶴岡一人と一緒にしたゴルフで学んだ。カップまで数メートルのパットを打とうとした時、「サコ、そのパットは絶対に入らんぞ」と鶴岡が言った。いくら偉大な先輩とは言え嫌なことを言うもんだと思った。改めて集中力を高め無事パットを沈めると「ここ一番では、その強さが必要なんだ」と誉められ勝負師の生き様に触れた気がしたという。
- 江川との対戦では5回までに100球を投じさせることを考え、試合の前半は特に江川のウィニングショットである、高めのボールになるストレート、吊り球に手を出さないように全選手が外角低目だけを狙って打席に入るよう指示した。打者はみな死球覚悟でホームベースギリギリに覆いかぶった。このため二回まで6者連続でフルカウントまで粘り11三振を奪われたものの8四死球を選んだ。打席に立った達川は、「死ぬかもしれないと思った。あとにも先にも、あの選抜のときの江川が一番速かった」と後に述べている[3]。さらに江川はテンポよくストライクを先行させ、ツーストライクと追い込むと三振を期待する大観衆の地鳴りのような歓声の中、三振を気持良く取りにいった。バッターはこれに呑まれていたので、江川が投球動作に入る直前に各打者はタイムをかけ度々打席を外した。タイミングを狂わされた江川はしきりと首をひねった[9]。1973年夏の県予選では伏兵・庄原実業相手に苦戦、全国制覇後に再戦した[10]。
- 1973年春選抜二回戦の松江商業戦は、松江の好投手・中林に抑えられ苦戦を強いられた。六回まで両チーム無得点で進み、七回1死三塁で達川がカウント0-3から意表を突くスクイズを決め決勝点を奪い、佃がこの1点を守り切り1-0で勝った。この試合は、それまで2度のバントの失敗があったが、強引に3度目のバントを成功させたものであった。
- 1973年夏の全て2ストライク後のバントという戦法は、ずっと甲子園で敢行するため県予選や練習試合などで試し温めていた戦法であった。近年は2ストライク後から思い切ってウエストをしてくるチームもあるが、当時相手チームは、2ストライクを取った安心感から思い切ったウエストはしてこなかった。今ほど情報網が発達してなく甲子園で見せなければ通用する時代でもあった。
- この大会の3回戦、対・日田林工戦で成功させたツーランスクイズも有名。ランナー二、三塁の場面でのスクイズ練習で、上手くやれば二人返せると気づき秘密裏に練習を繰り返した。成功した時は何が起こったのかと皆驚き、当時の実況アナウンサーも状況を説明できなかったという。この後甲子園でツーランスクイズは流行した。またこれのバリエーションとして江川対策の時にはさらなる秘策を用意した。同じ場面がきて江川の球がバントも不可能な場合には、スクイズをわざと空振りし、飛び出した三塁ランナーが三本間で挟まれる。キャッチャーからサードに返球が渡ったら一転、三塁ランナーが全力で本塁突入、そのランナーの直後には後続の二塁ランナーが付いておく。三塁ランナーがダイヤモンド側に倒れながらタッチアウトとなった瞬間、二塁ランナーが追い抜きホームインするというものであった。結局この戦法は実行されることはなかったが甲子園に出る度、新たな戦法を用意して大会に臨んだ。但しこうした作戦は1度使うとバレて2度と使えないので「ここ」という時まで取っておく。言ってみれば、いかにその策を出さずに勝ち上がっていけるかが大事という。
- 1998年第80回夏選手権には如水館の監督として出場。江川との対戦経験から、同大会で最も注目されていた横浜高校の松坂大輔の攻略方法についてもインタビューを受けている。最近では継投を好んでおり何度も同じ投手を1試合で何度もマウンドに送ることも多々ある。
- 菓子店経営の理由にもなったが大の甘党。甲子園出場時の練習後には選手達にスイーツを食べさせていたという[11]。
- 6歳下の実弟・迫田守昭（1945年9月24日[12] - ）もアマチュア野球指導者。1979年に三菱重工広島が第50回都市対抗野球大会で優勝した時の監督で、この時の主力は荒谷稔、若松茂樹、金光興二ら兄・穆成の教え子だった。守昭も2000年から2006年まで兄と同じく広島商業の監督を務め、2007年秋から2020年春まで広島新庄高校の野球部監督を務めた。県大会では兄弟対決が何度か見られ、夏の決勝では2度顔を合わせ1勝1敗である（2004年は守昭率いる広商が勝利。2011年は穆成率いる如水館が広島新庄を下している）。広島新庄高校を退任した後は、福山市の社会人野球クラブチーム『福山ローズファイターズ』の顧問を務めている[13]。

## キャリア・経歴
- 全国高等学校野球選手権大会優勝監督